# NGC 5780
NGC 5780 ist eine 14,1 mag helle spiralförmige Starburstgalaxie vom Hubble-Typ Sab im Sternbild Bärenhüter und etwa 311 Millionen Lichtjahre von der Milchstraße entfernt. 
Sie wurde am 30. März 1887 von Lewis A. Swift entdeckt.